# العلاقات البحرينية العراقية
العلاقات البحرينية العراقية هي العلاقات الثنائية التي تجمع بين البحرين والعراق. لم تنقطع العلاقات بين الدولتين بعد احتلال الكويت، إذ بقيت السفارتان مفتوحتين، غيرَ أن السفارة العراقية في المنامة لم يكن فيها سفير، بل قائم بالأعمال، منذ 1991 حتى يوم 9 تشرين الأول أكتوبر سنة 2001، حينَ أُعلنَ عن اعتماد أوراق علي سبتي الحديثي سفيراً للعراق، وقال وزير الخارجية البحرين يومئذٍ ""العراق بلد مهم والكثير من البحرينيين مازالوا يسافرون إلى بغداد طيلة هذه السنوات وخاصة لزيارة العتبات المقدسة".

## مقارنة بين البلدين
هذه مقارنة عامة ومرجعية للدولتين:
| وجه المقارنة                                              | البحرين       | العراق                       |
| --------------------------------------------------------- | ------------- | ---------------------------- |
| المساحة (كم2)                                             | 765           | 437.07 ألف                   |
| عدد السكان (نسمة)                                         | 1.49 مليون    | 38.27 مليون                  |
| الكثافة السكانية (ن./كم²)                                 | 194.77 ألف    | 87.56                        |
| العاصمة                                                   | المنامة       | بغداد                        |
| اللغة الرسمية                                             | اللغة العربية | اللغة العربية، اللغة الكردية |
| العملة                                                    | دينار بحريني  | دينار عراقي                  |
| الناتج المحلي الإجمالي (بليون دولار)                      | 35.31 مليار   | 197.72 مليار                 |
| الناتج المحلي الإجمالي (تعادل القوة الشرائية) بليون دولار | 64.16 مليار   | 560.73 مليار                 |
| الناتج المحلي الإجمالي الاسمي للفرد دولار أمريكي          | 22.60 ألف     | 4.94 ألف                     |
| الناتج المحلي الإجمالي للفرد دولار أمريكي                 | 45.50 ألف     | 15.06 ألف                    |
| مؤشر التنمية البشرية                                      | 0.824         | 0.654                        |
| رمز المكالمات الدولي                                      | +973          | +964                         |
| رمز الإنترنت                                              | .bh           | .iq                          |
| المنطقة الزمنية                                           | ت ع م+03:00   | ت ع م+03:00، ت ع م+04:00     |

## منظمات دولية مشتركة
يشترك البلدان في عضوية مجموعة من المنظمات الدولية، منها:
| علم المنظمة | اسم المنظمة                                 | تاريخ انضمام البحرين | تاريخ انضمام العراق |
| ----------- | ------------------------------------------- | -------------------- | ------------------- |
|             | الصندوق العربي للإنماء الاقتصادي والاجتماعي | ?                    | ?                   |
|             | يونسكو                                      | 18 يناير 1972        | 21 أكتوبر 1948      |
|             | وكالة ضمان الاستثمار متعدد الأطراف          | 12 أبريل 1988        | 6 أكتوبر 2008       |
|             | الأمم المتحدة                               | 21 سبتمبر 1971       | 21 ديسمبر 1945      |
|             | الاتحاد البريدي العالمي                     | ?                    | ?                   |
|             | جامعة الدول العربية                         | 11 سبتمبر 1971       | 22 مارس 1945        |
|             | البنك الدولي للإنشاء والتعمير               | 15 سبتمبر 1972       | 27 ديسمبر 1945      |
|             | صندوق النقد العربي                          | ?                    | ?                   |
|             | المصرف العربي للتنمية الاقتصادية في أفريقيا | ?                    | ?                   |
|             | منظمة التعاون الإسلامي                      | ?                    | ?                   |
|             | منظمة حظر الأسلحة الكيميائية                | ?                    | ?                   |
|             | مؤسسة التمويل الدولية                       | 22 سبتمبر 1995       | 27 ديسمبر 1956      |
|             | الاتحاد الدولي للاتصالات                    | 1975                 | 12 نوفمبر 1928      |
|             | منظمة الشرطة الجنائية الدولية               | ?                    | ?                   |

## أعلام
هذه قائمة لبعض الشخصيات التي تربطها علاقات بالبلدين:
- أليس سمعان (القرن العشرين – )
- غسان محسن (28 سبتمبر 1945 – )

## وصلات خارجية
- موقع وزارة الخارجية البحرينية
- موقع وزارة الخارجية العراقية